# Elvio Porta
Elvio Porta, né le 22 mai 1945 à Vico Equense en Campanie et mort le 26 décembre 2016 à Naples, est un scénariste, réalisateur et acteur italien.

## Filmographie

### Comme scénariste
- 1978 : Le Pot de vin (La Mazette) de Sergio Corbucci
- 1979 : Mélodie meurtrière (Giallo napoletano) de Sergio Corbucci
- 1980 : Café Express
- 1982 : Madonna che silenzio c'è stasera
- 1983 : Stangata napoletana
- 1984 : Mi manda Picone
- 1986 : Un Complicato intrigo di donne, vicoli e delitti
- 1988 : Se lo scopre Gargiulo
- 1989 : Scugnizzi
- 1993 : Pacco, doppio pacco e contropaccotto
- 1998 : Dio ci ha creato gratis (TV)
- 2001 : Francesca e Nunziata (TV)
- 2004 : Peperoni ripieni e pesci in faccia de Lina Wertmüller

### Comme réalisateur
- 1988 : Se lo scopre Gargiulo
- 2002 : Valeria medico legale

### Comme acteur
- 1986 : Un Complicato intrigo di donne, vicoli e delitti
- 2005 : Nanni Loy, regista per caso (TV)

## Prix et récompenses
- 1980 : Ruban d'argent pour Café Express
- 1984 : Ruban d'argent pour Mi manda Picone
- 1986 : Ruban d'argent pour Un Complicato intrigo di donne, vicoli e delitti